# Голубович, Аднан
Аднан Голубович (словен. Adnan Golubovič; 22 июля 1995, Любляна, Словения) — словенский футболист, вратарь итальянского клуба «Катандзаро».

## Карьера
Профессиональную карьеру начал в клубе Второй лиги Словении «Триглав». Летом 2015 года перешёл в клуб Высшей лиги «Домжале». Дебютировал в чемпионате Словении 21 мая 2016 года в матче последнего тура против «Кршко», который завершился со счётом 0:0. В следующем сезоне провёл 10 матчей в лиге, а также принял участие в двух матчах отборочного раунда Лиги Европы. 4 августа 2017 года перешёл в клуб итальянской Серии С «Матера».

## Достижения
«Домжале»
- Обладатель Кубка Словении: 2017